# Сибирски лук
Сибирският лук (Allium schoenoprasum), познат още като див лук, резанец, шивес, салатен лук, влашец, е вид лук, местен за Европа и Азия. Растението е включено и в списъка на лечебните растения съгласно Закона за лечебните растения.

## Описание
Той е луковично тревисто многогодишно растение, достигащо 30 – 50 cm височина. Луковиците са източени конични, 2 – 3 cm дълги и 1 cm широки, и растат нагъсто в групи от корените. Листата са кухи тръбообразни, дълги до 50 cm, 2 – 3 mm в диаметър, с мека структура. Цветовете са бледоморави звездовидни с шест венчелистчета, широки 1 – 2 cm и растат в гъсти съцветия от по 10 – 30 заедно. Преди да се отвори, съцветието е обвито в хартиеподобен прицветник. Семената се образуват в малка семенна кутийка с три прегради и узряват през лятото.

## Употреба
Сибирският лук се отглежда заради листата, които се използват като зеленчук или подправка. Имат по-мек вкус от лука, зеления лук или чесъна. От последните три лукови растения, сибирският лук е най-близък до зеления лук, което обяснява едно от двете му китайски имена, означаващо „тънък миризлив зелен лук“.
Сибирският лук се използва суров, нарязан на ситно, обикновено за подправяне на салати, омлети и печени картофи. За разлика от рядката употреба в японската кухня, той почти не се използва в китайската кухня.

## Отглеждане
Сибирският лук расте добре в добре отводняваща се почва, богата на органични вещества, с pH 6,0 – 7 и много слънце. Могат да растат и на лека сянка, но най-добре е да имат 6 – 8 часа пряка слънчева светлина.
Сибирски лук може да се отглежда от семена, когато са узрели през лятото или рано следващата пролет. За покълването е нужна температура 15 – 20 °C с много влага. В по-студени климати може да се засее под похлупак или на закрито и да се разсади по-късно. След най-малко 4 седмици младите кълнове би трябвало да са готови за разсаждане навън.
Най-лесният начин за отглеждане на сибирски лук е да се извади достатъчно голяма туфа от тях, да се отдели масата от малки луковици и да се засади отново. Препоръчва се това да се прави всеки 2 – 3 години.
Сибирският лук изсъхва през зимата и от подземните луковици в ранната пролет поникват нови листа. Те могат да се подстрижат до дължина 2 – 5 cm, за да се поощри новият растеж.

## История и фолклор
Първите документи за използване на сибирски лук са за древните китайци около 3000 г. пр.н.е.
Римляните вярвали, че сибирският лук може да облекчи болката от слънчево изгаряне или възпалено гърло. Вярвали също, че яденето на сибирски лук вдига кръвното налягане и действа като пикочогонно средство.
Старите цигани използвали сибирския лук при гадаене.
Вярвало се е, че снопове сушен сибирски лук около къщата отблъскват болестите и злините.